# ليلى تاكاياما
ليلى أ. تاكاياما هي أستاذة مشاركة في التفاعل بين الإنسان والحاسوب بجامعة كاليفورنيا ، سانتا كروز. شغلت سابقًا مناصب في Google X و Willow Garage . تم انتخابها كقائدة عالمية شابة للمنتدى الاقتصادي العالمي في عام 2013.

## النشأة والتعليم
درست تاكاياما علم النفس في جامعة كاليفورنيا، بيركلي. وانتقلت إلى مختبر التواصل بين البشر والوسائط التفاعلية في جامعة ستانفورد لدراساتها العليا، حيث عملت مع كليفورد ناس. حصلت على درجة الماجستير في الاتصال. وخلال برنامج الماجستير وضعت تاكاياما مبادئ توجيهية عامة لتصميم التفاعل، لتعتبر أفضل طريقة لدمج الأنظمة الفيزيائية والحاسوبية. حصلت أطروحة الدكتوراه الخاصة بها «إلقاء الأصوات: التحقيق في الآثار النفسية للمكان المكاني للأصوات المسقطة» على جائزة أطروحة ناثان ماكوبي. عملت أيضًا في اتصالات الهاتف المحمول والتفاعل بين الإنسان والروبوت. وتم انتخابها لعضوية فاي بيتا كابا ومجتمع شرف المفتاح الذهبي الدولي و Psi Chi . خلال دراستها عملت تاكاياما في مركز بالو ألتو للأبحاث (PARC) في مجموعة أبحاث واجهة المستخدم. بعد حصولها على درجة الدكتوراه انضمت تاكاياما إلى أبحاث نوكيا، حيث عملت في فريق Innovation Design Experience Animate.

## الأبحاث والوظيفة

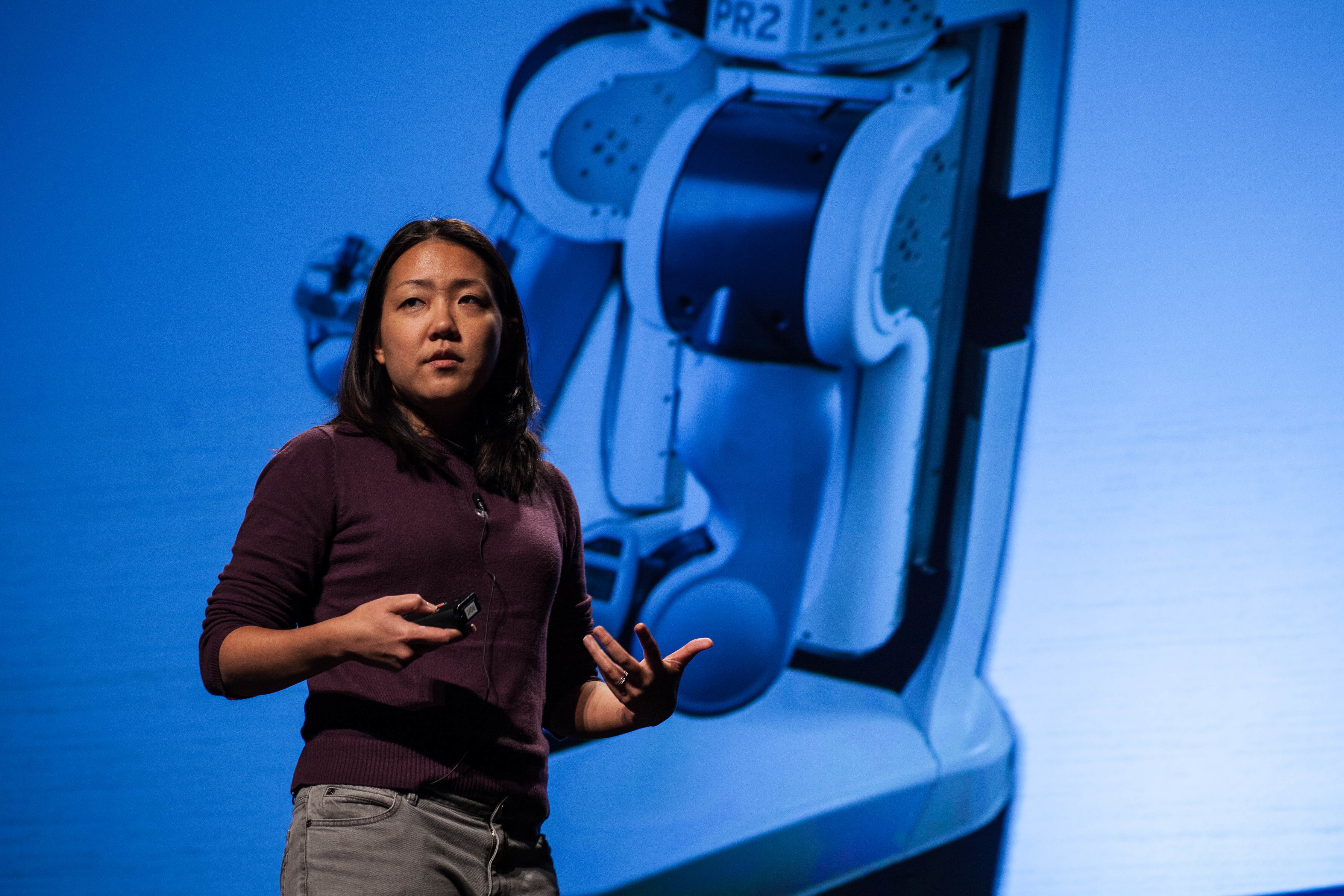
ليلى تاكاياما تتحدث في PopTech 2012

كانت تاكاياما مديرةكم التفاعل بين ظ122الإنسان والروبوت في Willow Garage من 2009 إلى 2013. هنا درست المواجهات البشرية مع الروبوتات. وكيفية تعليم آداب الروبوتات. إنها مهتمة بكيفية تفاعل الأشخاص مع العوامل غير البشرية مثل الروبوتات التي يتم تشغيلها عن بُعد والروبوتات المستقلة، وتحقق في هذه التفاعلات باستخدام الاستطلاعات والتجارب الخاضعة للرقابة والمقابلات. حصلت تاكاياما على منحة مؤسسة العلوم الوطنية بقيمة 10 ملايين دولار أمريكي لبعثاتها في مجال الحوسبة. درست الجوانب الاجتماعية للصراعات بين الإنسان والروبوت، ووجدت أن الناس يفضلون الروبوتات التي تختلف عندما لا يأتي الصوت من جسدها ولكن من صندوق تحكم منفصل، بينما إذا كان الروبوت يتفق معهم فإنهم يفضلون أن ينشأ الصوت من جسدهم. وأظهرت أن وضع توقعات منخفضة للتفاعلات بين الإنسان والروبوت أدى إلى خيبة أمل أقل ومراجعة أكثر إيجابية لكفاءة الروبوت.
انضمت تاكاياما إلى Google X في عام 2013. هنا واصلت التحقيق في كيفية رؤية الناس للروبوتات وعلاجها. انضمت إلى هيئة التدريس في جامعة كاليفورنيا، سانتا كروز في عام 2016. وهي عضو في قسم الوسائط الحاسوبية بكلية باسكن للهندسة. تدرس الأبعاد التي تؤثر بشكل كبير على رغبة المستخدم في تقديم ملاحظات إلى الروبوت. تاكياما حاصلة على زمالة هانز فيشر من الجامعة التقنية في ميونيخ.

### الجوائز والتكريم
- 2019 جائزة Google Research [17]

- 2015 IEEE Robotics and Automation Society ، جائزة التوظيف المبكر [18]

- المنتدى الاقتصادي العالمي 2013، زعيم عالمي شاب [19]

- 2012 استعراض التكنولوجيا 35 مبتكرا تحت 35 (TR35) [20]

- زمالة PopTech Science لعام 2012 [21]

- شركة فاست كومباني - أكثر مئة شخص إبداعًا في مجال الأعمال لعام 2012 [22]

- 2011 وادي السيليكون 40 تحت 40 [23]